# モンジュ (ミサイル追跡艦)
モンジュ（フランス語：Monge, A 601）は、フランス海軍のミサイル追跡艦である。艦名は数学者ガスパール・モンジュ（fr:Gaspard Monge）に由来する。

## 概要
1968年に就役した「アンリ・ポアンカレ (ミサイル追跡艦)」の後継として、1992年12月に就役した。その主な任務は、フランスの運用する戦略級弾道ミサイルのテレメーター信号を観測し、その開発を支援することにある。また、フランスの人工衛星打ち上げにも協力する。
モンジュは試験艦隊の旗艦であるほか、軍事偵察局の要員が乗り込んでおり、地上の制御局と共同でフランスの軍事衛星に対する制御や情報受発信を行っていると考えられている。

## 設計
艦体は長船楼型で、DRBV 15C3次元レーダーのマストを兼ねたマック構造の煙突が艦橋最後尾にある。艦尾は飛行甲板で、SA 321ヘリコプターを2機収容できる格納庫を有する。観測時の高い指向性を維持するため、減揺タンクによるスタビライザーが搭載されており、低速ならばシーステート6の海象時にも艦の揺れを9度に収めることができる。
艦橋上には、任務のために大小14基のパラボラアンテナや光学測定装置を含む高度の設備が搭載され、広い制御室が設けられている。

## 艦歴
「モンジュ」は、アルストム＝アトランティーク造船所で建造され、1990年3月26日起工、1990年10月6日進水、1992年11月5日に就役しブレストに配備された。
1993年にボーヌと命名都市の関係を結ぶ。ボーヌはモンジュが生まれた町でもある。